# Пасічний Григорій Володимирович
Григо́рій Володи́мирович Па́січний (2 жовтня 1961, Київ, СРСР — 3 грудня 1983, Київ, СРСР) — український радянський футболіст, що виступав на позиції нападника у складі київського «Динамо». Один з найталановитіших форвардів СРСР початку 80-их років XX сторіччя. Загинув у бійці в ресторані за нез'ясованих обставин.

## Життєпис
Григорій Пасічний народився у Києві на Куренівці. Вихованець київської школи-інтернату спортивного профілю. Починаючи з 1980 року брав участь у матчах дублюючого складу київського «Динамо», де був одним з лідерів та демонстрував фантастичну результативність — за 3,5 сезони Пасічний забив 52 м'ячі у ворота суперників. Дедалі частіше спеціалісти та вболівальники починали говорити, що у дублі киян зростає «новий Блохін», що от-от має стати справжньою «зіркою» клубу.
У першій команді Григорій дебютував 3 вересня 1982 року в поєдинку проти московського ЦСКА, що завершився бойовою нічиєю 1:1. А вісім днів потому, у своєму другому матчі в основі, Пасічний вперше відзначиувся забитим м'ячем, вразивши ворота донецького «Шахтаря». Того сезону він ще двічі з'являвся на полі — у іграх з «Дніпром» та «Пахтакором». Наступний рік нападник знову провів у дублі, з'явившись у складі першої команди всього раз — у грі проти мінського «Динамо», яку кияни проводили другим складом. Не бажаючи й надалі миритися зі статусом резервіста, Пасічний планував після закінчення сезону перейти до складу «Пахтакора», який очолював Іштван Секеч. За іншою версією футболіст вів перемовини з харківським «Металістом» в особі Євгена Лемешка.
Однак усі плани Григорія Пасічного перекреслив трагічний випадок, що стався в одному з київських ресторанів, розташованого на рідній для футболіста Куренівці. Футболіст із компанією святкував заручини свого друга і в якийсь момент у ресторані зав'язалася бійка, під час якої Пасічний отримав удар у скроню й помер. Розповсюджена думка, що смерть футболіста стала основою фільму «Звинувачується весілля», однак рідні та близькі Григорія заперечують це. Поховано Григорія Пасічного на Берковецькому кладовищі Києва. Після смерті у нього залишилася вагітна дружина, що згодом народила доньку Юлію.

## Досягнення
- Брав участь у «срібному» (1982) сезоні «Динамо», однак провів замало матчів для отримання медалей